# Alès
Alès – miejscowość i gmina we Francji, w regionie Oksytania, w departamencie Gard. Miasto jest uważane za „stolicę” Sewennów. Historyczna nazwa miasta to Alais, natomiast jego mieszkańcy są nazywani les Alésiens.

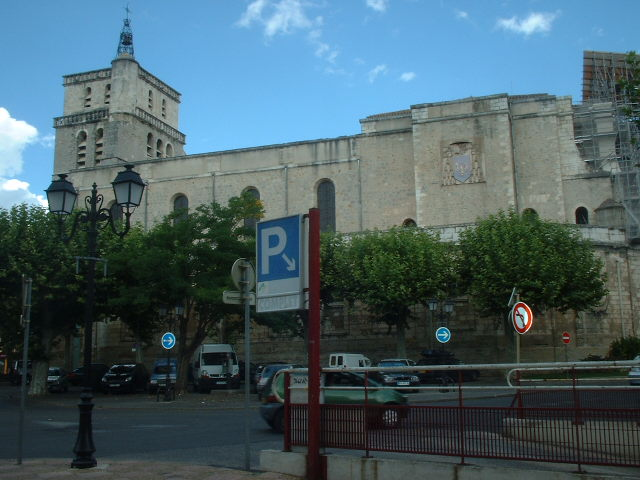
Katedra w Alès

Według danych na rok 2018 gminę zamieszkiwało 41 412 osób, a gęstość zaludnienia wynosiła 1788 osoby/km² (wśród 1545 gmin Langwedocji-Roussillon Alès plasuje się na 8. miejscu pod względem liczby ludności, natomiast pod względem powierzchni na miejscu 311.).
W XVI wieku Alès było ważnym ośrodkiem grupy religijnej hugenotów. W roku 1629 miasto zajął Ludwik XIII, na mocy zawartego pokoju hugenoci utracili część swoich ówczesnych przywilejów.
W mieście rozwinął się przemysł metalowy, maszynowy, jedwabniczy, farmaceutyczny oraz perfumeryjny.